# Robert Van de Graaff
Robert Jemison Van de Graaff, född 20 december 1901 i Tuscaloosa, Alabama, död 16 januari 1967, Boston, Massachusetts, var en amerikansk fysiker. Mest känd är han för att ha uppfunnit van de Graaff-generatorn eller bandegeneratorn. Generatorn producerar statisk elektricitet.

## Biografi
Van de Graaffs föräldrar var av holländsk härkomst. Hans tre äldre bröder Adrian, Hargrove, och William var alla fotbollsspelare för Alabama Crimson Tide. Robert tog sin BSc och magisterexamen vid University of Alabama, där han var medlem av The Castle Club (som senare blev Mu Chapter i Theta Tau). Efter ett år på Alabama Power Company, studerade han vid Sorbonne och 1926 tog han en andra BSc vid Oxford University under ett Rhodesstipendium, som gjorde hans doktorsarbete komplett 1928.
Van de Graaff var uppfinnaren av Van de Graaff-generatorn, en anordning som producerar höga spänningar. År 1929 utvecklade han sin första generator, som producerade 80.000 volt, med hjälp av Nicholas Burke vid Princeton University. År 1931 hade han konstruerat en större generator som genererade 7 miljoner volt.
Van de Graaff var medlem i ett nationellt forskningssamarbete och 1931–1934 forskarassistent vid Massachusetts Institute of Technology. Han blev docent där 1934 och arbetade som sådan till 1960. Han tilldelades Elliott Cresson medaljen 1936.
Under andra världskriget var Van de Graaff chef för High Voltage Radiographic Project. Efter krigetsslutet var han med och grundade High Voltage Engineering Corporation (HVEC) tillsammans med John G. Trump, farbror till fastighetsmagnaten Donald Trump. Under 1950-talet uppfann han den isolerande kärntransformatorn, som kan användas för att producera högspänd likström. Han utvecklade också tandemgeneratortekniken.

## Patent
- US1,991,236 – "Electrostatic Generator"
- US2,024,957 – "Electrical Transmission System"
- US2922905 – "Apparatus For Reducing Electron Loading In Positive-Ion Accelerators"
- US3,187,208 – "High Voltage Electromagnetic Apparatus Having An Insulating Magnetic Core"
- US3,323,069 – "High Voltage Electromagnetic Charged-Particle Accelerator Apparatus Having An Insulating Magnetic Core"
- US3239702 – "Multi-Disk Electromagnetic Power Machinery"
- US3,308,323 – "Inclined field High Voltage Vacuum Tubes"